# Rue Marie-Odile
La rue Marie-Odile est une voie de la commune française de Nancy, dans le département de Meurthe-et-Moselle, en région Lorraine.

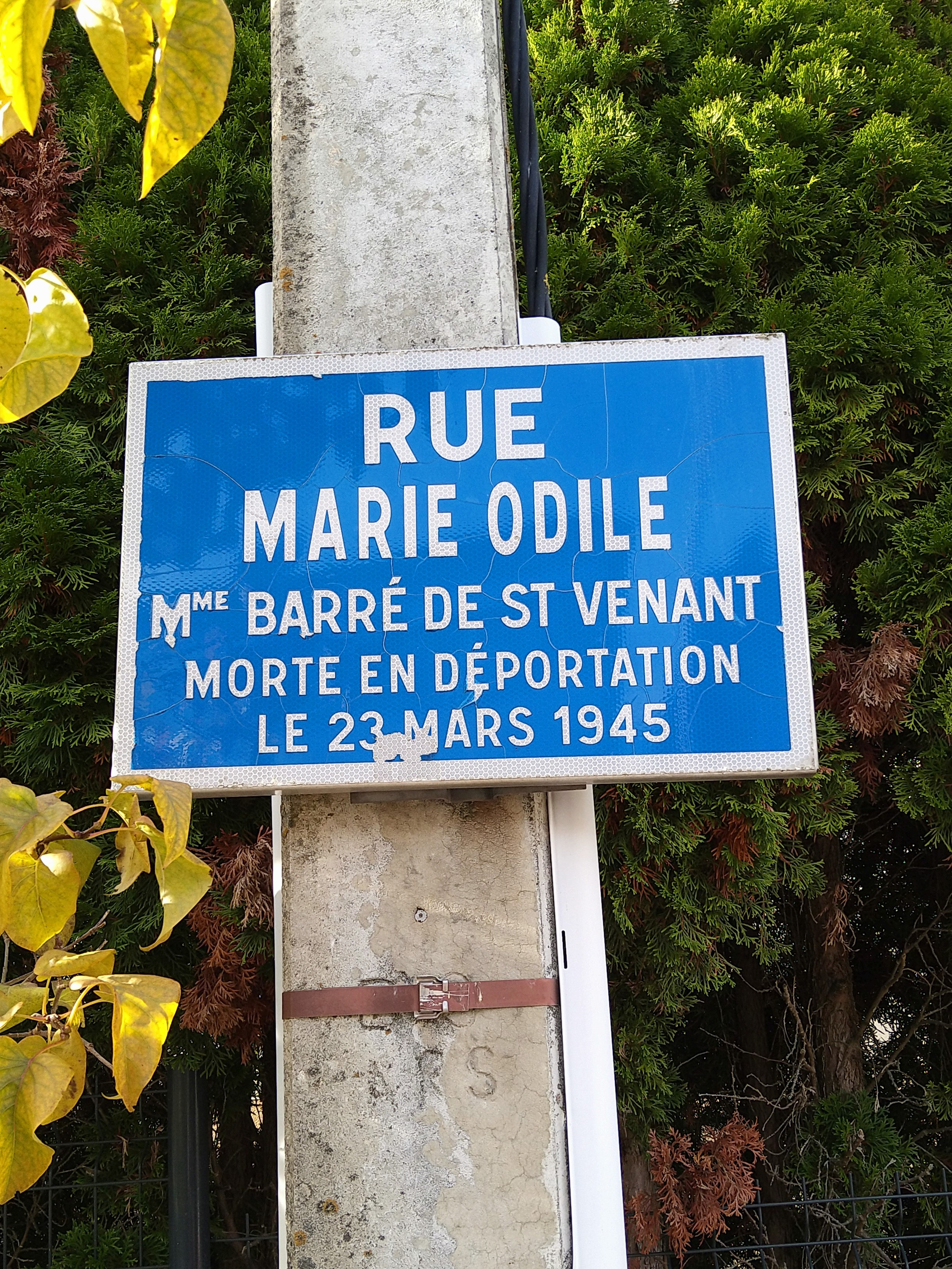
Plaque de rue.

## Situation et accès
La rue Marie-Odile va de l'avenue de Boufflers à la rue Jacques Gruber. Elle est à double sens et orientée dans l'ensemble du nord vers le sud.

## Origine du nom
La voie porte le nom de Marie Odile, résistante lors de la Seconde Guerre mondiale.
Pauline Barré de Saint Venant, née Pauline Gaillard le 9 avril 1895 à Villers-lès-Nancy, infirmière volontaire pendant la première Guerre mondiale, épouse en 1918 Henri Barré de Saint Venant avec qui elle tient un atelier de lingerie à Nancy.
Dès 1940, elle passe à la clandestinité sous le pseudonyme de Marie Odile Laroche et crée le réseau de passeurs Marie-Odile qui se développe sur toute la France.
Arrêtée en mai 1944, elle est déportée le 15 août 1944 à Ravensbrück où elle décède le 23 mars 1945.
Elle reçoit la médaille de la Résistance française avec rosette à titre posthume le 31 mars 1947. La ville de Villers-lès-Nancy l'honore en donnant son nom de réseau Marie-Odile Laroche à une de ses rues et en apposant en mai 2011 une plaque commémorative sur le socle du monument aux Morts de la ville.

## Historique
Ancienne rue particulière, créée en 1954-1955 dans le lotissement du quartier Beauregard. Elle est dénommée à sa création et classée en 1965.